# Via Veneto
Via Veneto (ou exactement Via Vittorio Veneto) est l'une des plus célèbres artères de Rome en Italie, partant de la Piazza Barberini, elle parcourt le rione de Ludovisi (servant néanmoins dans sa partie initiale, de limite administrative avec celui de Colonna) pour aboutir à Porta Pinciana.

## Histoire

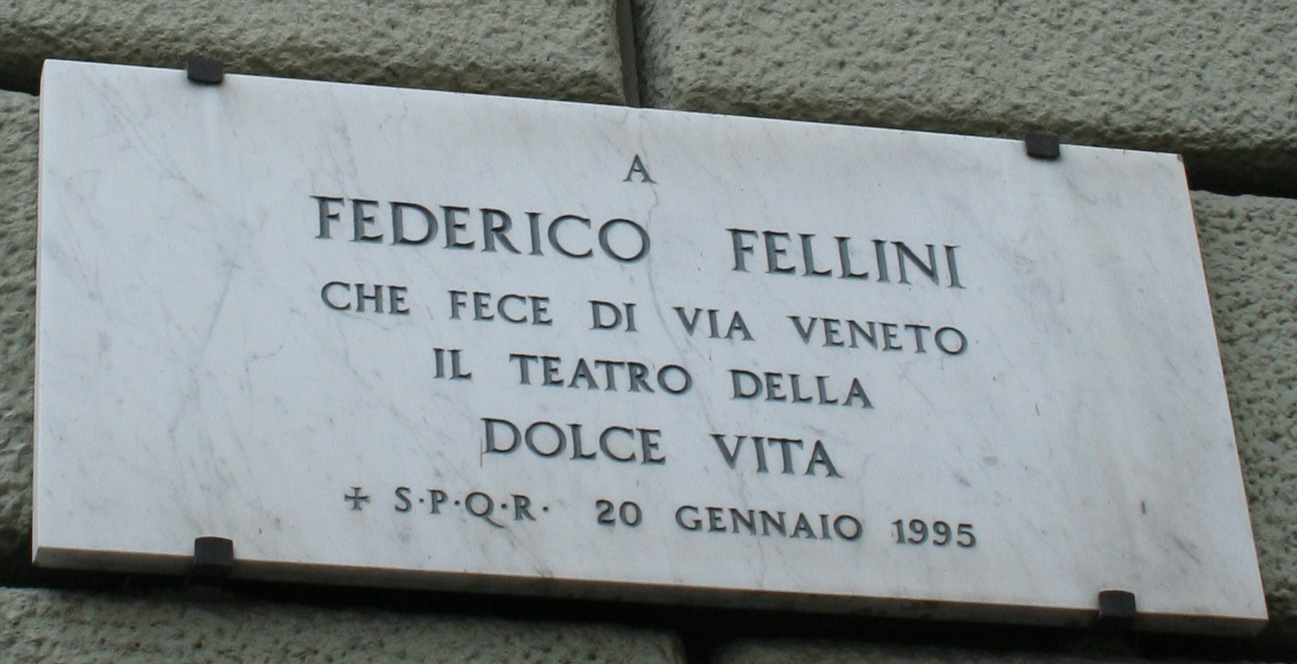
Plaque commémorative célébrant le tournage de la dolce vita

Conçue à la fin du XIXe siècle, son nom commémore la Bataille de Vittorio Veneto, la dernière que les italiens livrèrent victorieusement à la fin de la Première Guerre mondiale contre l'Autriche-Hongrie, une semaine avant la fin des hostilités en novembre 1918.
Durant les années 1950-60, elle fut un des centres de la dolce vita romaine avec ses nombreux cafés (comme le Café de Paris ou le Harry's Bar) et hôtels (comme le Majestic ou l'Excelsior) fréquentés par les nombreuses personnalités de l'industrie du spectacle.
Elle doit d'ailleurs une bonne part de sa réputation pour avoir été représentée dans le film La dolce vita de Federico Fellini. De fait, les séquences la représentant ont été tournées sur le plateau n°5 de Cinecittà. Federico Fellini déclarait : « J'ai inventé dans mon film une via Veneto qui n'existe pas du tout, que j'ai élargi et modifié, jusqu'à ce qu'elle prenne la dimension d'une fresque allégorique ».

## Monuments
- Fontaine des Abeilles
- Palais Coppedé (1927)
- Église Santa Maria della Concezione dei Cappuccini (1631)
- Hôtel Majestic (XIXe siècle)
- Hôtel Excelsior (1906)
- Hôtel Flora (1907)
- Le Balestra
- Grand Hotel Palace (1927)
- Fontaine du Chien
- Palais Margherita (XIXe siècle), siège de l'ambassade des États-Unis
- Palais Piacentini (1932), Ministère du Développement économique
- Couvent, crypte et musée des Capucins

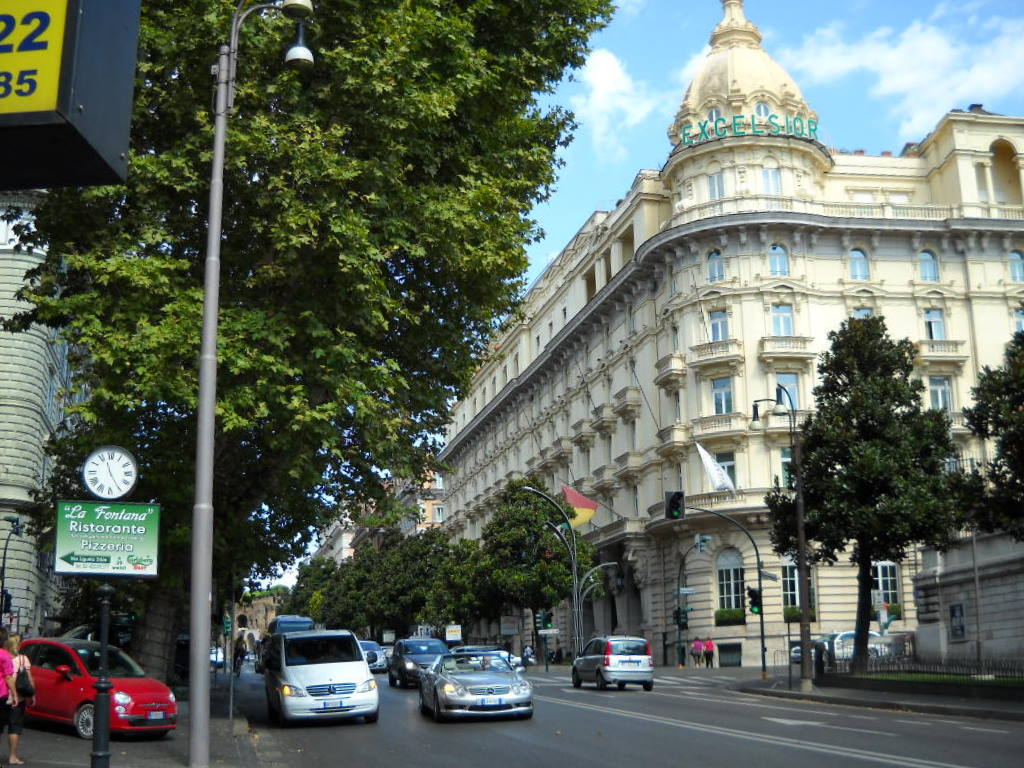
Hôtel Excelsior
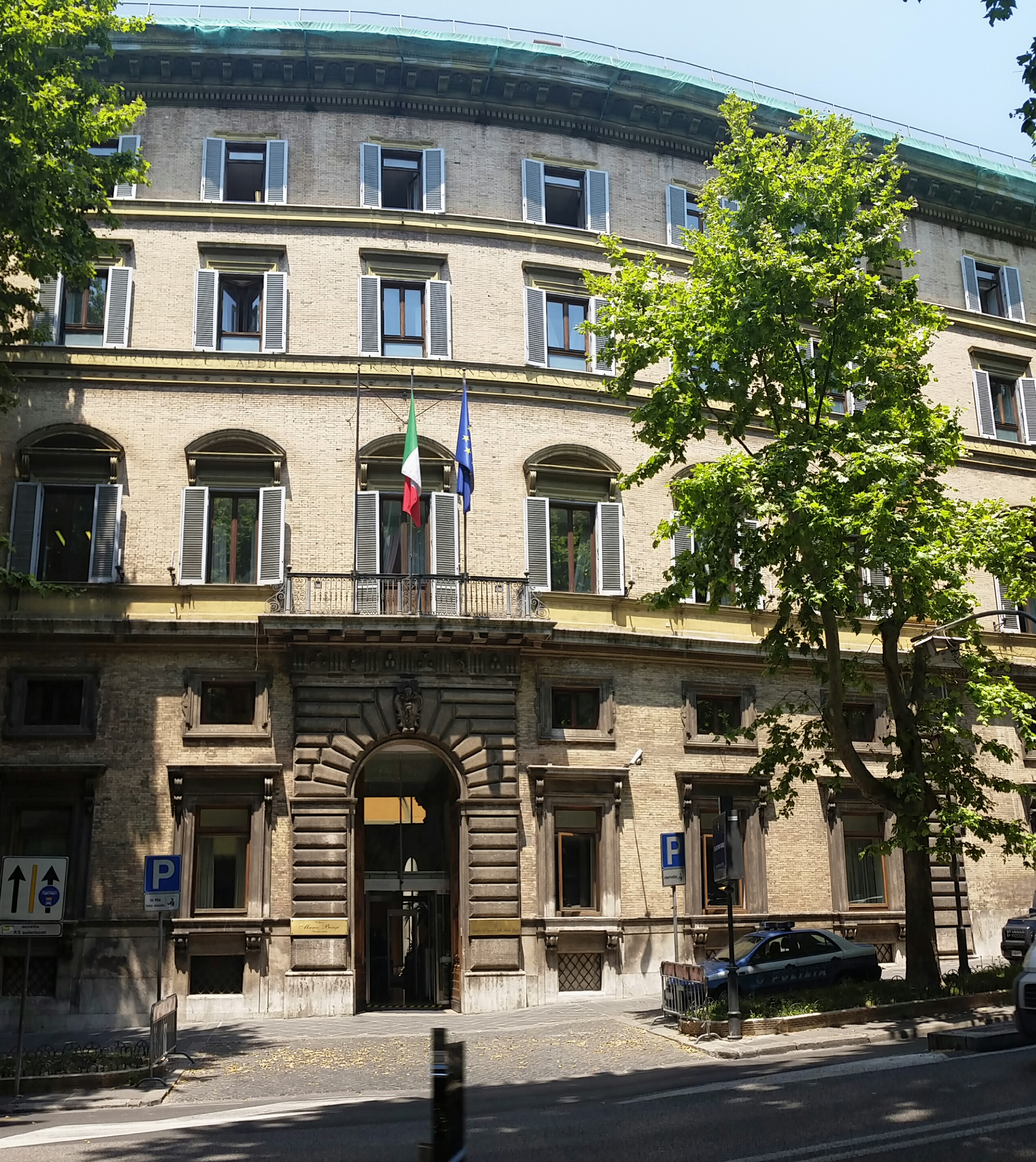
Ministère du Travail
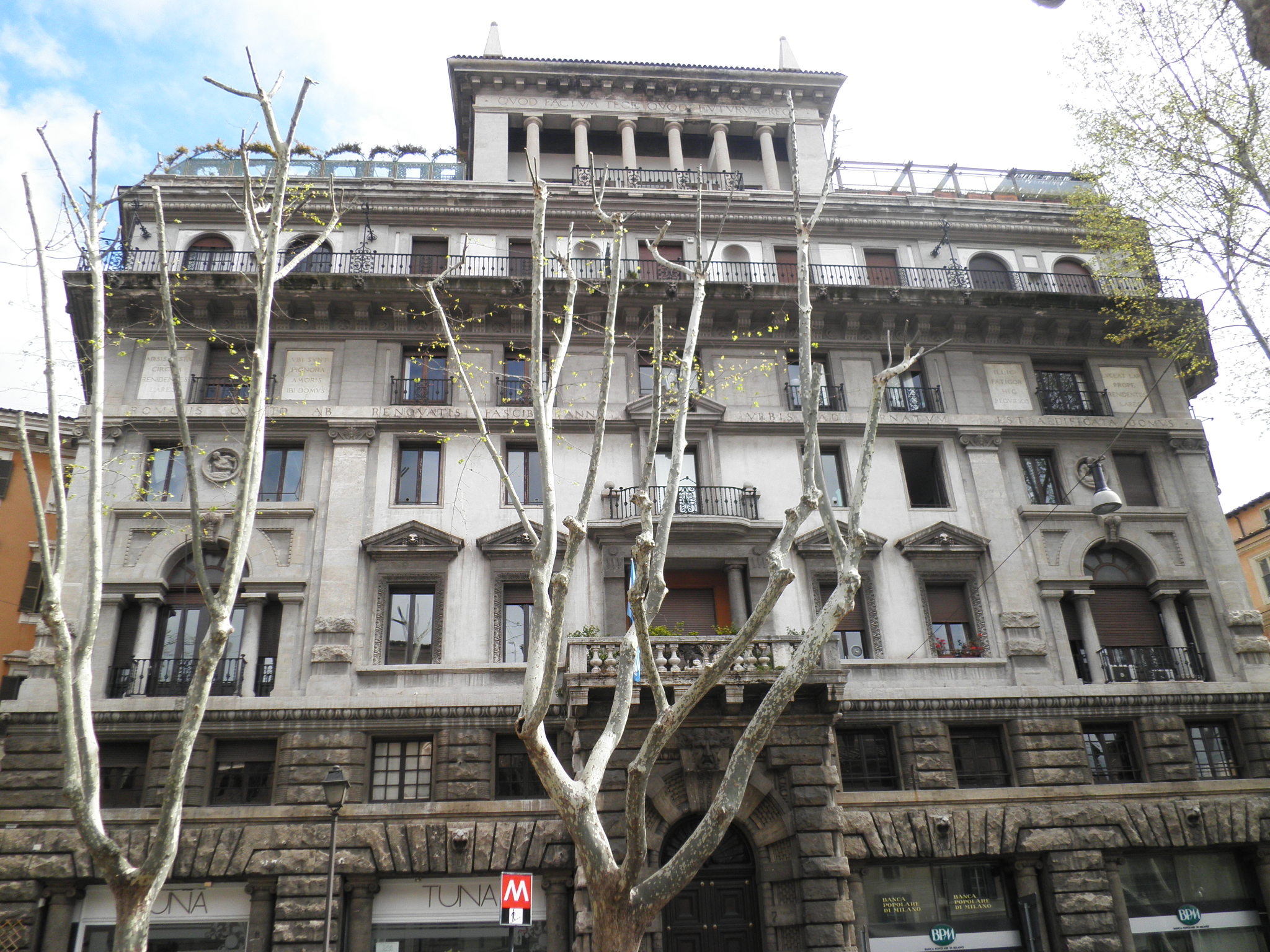
Palais Coppedè, 1927
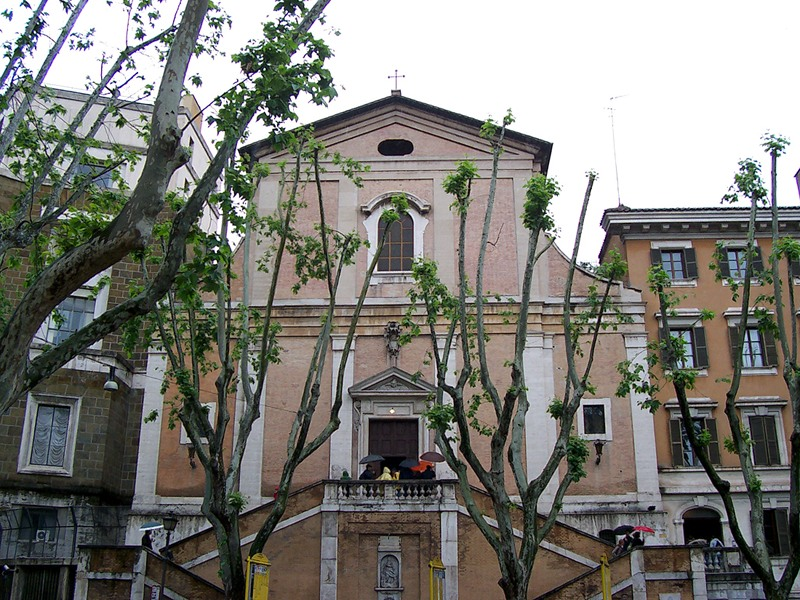
Église Santa Maria della Concezione